# Helicopsyche anaktangga
Helicopsyche anaktangga är en nattsländeart som beskrevs av Malicky 1995. Helicopsyche anaktangga ingår i släktet Helicopsyche och familjen Helicopsychidae. Inga underarter finns listade i Catalogue of Life.